# Comuna Ciorbivka, Kobeleakî
Ciorbivka (în ucraineană Чорбівка) este o comună în raionul Kobeleakî, regiunea Poltava, Ucraina, formată din satele Cervone, Ciorbivka (reședința), Kalinine și Komarivka.

## Demografie
Componența lingvistică a comunei Ciorbivka
     Ucraineană (96,47%)
     Rusă (1,82%)
Conform recensământului din 2001, majoritatea populației comunei Ciorbivka era vorbitoare de ucraineană (96,47%), existând în minoritate și vorbitori de rusă (1,82%).